# Hettange-Grande
Hettange-Grande är en kommun i departementet Moselle i regionen Grand Est (tidigare regionen Lorraine) i nordöstra Frankrike. Kommunen ligger i kantonen Cattenom som tillhör arrondissementet Thionville-Est. År 2022 hade Hettange-Grande 7 768 invånare.

## Befolkningsutveckling
Antalet invånare i kommunen Hettange-Grande
| Referens: INSEE |